# سود-اوبانگی
سود-اوبانگی (به لاتین: Sud-Ubangi) یک منطقهٔ مسکونی در جمهوری دموکراتیک کنگو است که در Équateur واقع شده‌است. سود-اوبانگی ۵۱٬۶۴۸ کیلومتر مربع مساحت و ۲٬۷۴۴٬۳۴۵ نفر جمعیت دارد.